# The Best Offer – Das höchste Gebot
The Best Offer – Das höchste Gebot ist ein italienischer Kinofilm aus dem Jahr 2013 von dem Regisseur Giuseppe Tornatore.

## Handlung
Der exzentrische Gutachter und Auktionator Virgil Oldman lebt ausschließlich für seine Kunstleidenschaft. In Absprache mit dem Künstler Billy Whistler sichert er sich unterbewertete Meisterwerke direkt im Auktionssaal. Virgil führt bereits über Jahre hinweg Auktionen so durch, dass Billy als sein Handlanger bestimmte Originalgemälde großer Künstler günstig ersteigern kann. Vor jeder Auktion hat Virgil als Gutachter für das Auktionshaus diese Originalgemälde bewusst als Replikate, Nachahmungen oder Fälschungen bewertet. Tatsächlich handelt es sich aber um Originalgemälde, die stets Frauen porträtieren. Für die in seinem Haus von unschätzbarem Wert schlummernde Kunstsammlung dutzender weiblicher Porträts hat Virgil einen Raum, der sich hinter einem Handschuhschrank und einer Stahltresortür befindet.
Indes liegt das Privatleben des überzeugten Misanthropen völlig brach. Mit seinen Mitmenschen, vor allem aber mit Frauen, weiß der gehemmte 63-Jährige nichts anzufangen. Er trägt im Alltag stets Lederhandschuhe, die verhindern sollen, dass seine Hände schmutzig werden und meidet auch sonst jeglichen, sozialen Kontakt. Erst als eine gewisse Claire Ibbetson ihn telefonisch beauftragt, den Wert des Nachlasses ihrer verstorbenen Eltern in deren Haus zu schätzen und die Kunstwerke für eine Auktion zu katalogisieren, ändert sich seine Einstellung allmählich.
Denn Virgil ist vorrangig nicht an der Antiquitätensammlung interessiert, sondern an der unnahbaren Claire. Diese lässt sich stets entschuldigen, bis Virgil bei einem Telefonat im Haus feststellt, dass Claire in dem Haus leben muss. Claire leidet unter schwerer Agoraphobie und erträgt keine unbekannten Orte oder Menschen. Sie hat nach eigenen Aussagen das Haus der Familie Ibbetson seit 15 Jahren nicht mehr verlassen und will sich deshalb Virgil auch nicht persönlich zu erkennen geben.
Virgil setzt sich in den Kopf, der kunstgebildeten Frau zu helfen. Dazu holt er sich Rat beim jungen Mechaniker Robert in dessen Ladengeschäft um die Ecke. Dieser kennt sich nicht nur mit Mechanik bestens aus, sondern auch mit Frauen, wie Virgil sehr bald erkennt. Ganz nebenbei rekonstruiert Robert für Virgil unentgeltlich einen antiken Roboter, den Virgil ihm stückweise aus Claires Haus vorbei bringt.
Mittels einer Finte gelingt es Virgil, Claire erstmals im Haus direkt zu beobachten, ohne sich ihr selbst zu offenbaren. Hierbei fällt sie ihm als jung und überaus hübsch auf. Virgil beginnt, des Öfteren in eine Kaffeebar zu gehen, die genau auf der gegenüberliegenden Straßenseite von Claires Haus liegt, um den Hauseingang kontrollieren zu können. Hierbei wird er ungewollt auf eine kleinwüchsige Frau aufmerksam, die stets in der Bar am Fenster sitzt und merkwürdige undefinierte Selbstgespräche führt.
Nach mehreren Besuchen bei Robert und dessen Tipps zum Thema Liebe, und einigen verbalen Auseinandersetzungen mit Claire in deren Haus, gelingt es Virgil endlich, sie persönlich zu sprechen. Spätestens nach diesem Treffen offenbart sich Virgil Robert ganz und spricht darüber, dass die Geschichte mit Claire ihn persönlich betrifft. Virgil geht nun regelmäßig zu Claire, kauft ihr modische Kleider und bringt ihr Essen mit.
Zwischenzeitlich arbeitet Virgil an der Katalogisierung aller antiquarischen Objekte aus Claires Haus. Seine eigentliche Arbeit als Auktionator leidet unter der Beziehung zu Claire, die ihn immer mehr beansprucht und aufwühlt. Er trägt sogar nicht einmal mehr seine obligatorischen Handschuhe.
Als Claire plötzlich nicht mehr auffindbar ist, sucht Virgil wie besessen nach ihr. Schließlich findet er sie auf dem Dachboden ihres Hauses, wo sie zusammengekauert sitzt und weint. Nachdem sie zur Beruhigung ein Bad genommen hat, schlafen Virgil und Claire miteinander. Auch dieses Ereignis trägt Virgil am nächsten Tag an Robert weiter. Am selben Abend wird Virgil vor Claires Haus von drei Unbekannten krankenhausreif verprügelt. Mit letzter Kraft verständigt er Claire, die einen Krankenwagen ruft.
Nach seiner Genesung führt Virgil Claire erstmals zu sich und zeigt ihr auch den verborgenen Raum mit den Gemälden. Nachdem sich die beiden nun gegenseitig ihre Zuneigung gestanden haben, treffen sie sich mit Robert und dessen Freundin zum Abendessen in einem Restaurant. Hierbei präsentiert Virgil den fertig gestellten Katalog für die Antiquitäten aus Claires Haus, die sie nun aber plötzlich nicht mehr verkaufen möchte. Dem Wunsch kommt Virgil nach und zerreißt den Katalog. Außerdem verkündet Virgil, dass er sich entschieden hat, am kommenden Wochenende die größte und zeitgleich letzte Auktion seines Lebens durchzuführen, um sich ganz Claire widmen zu können.
Nach dem Ende der Auktion teilt Billy Virgil mit, dass aus ihm ein großer Künstler hätte werden können, wenn Virgil an ihn geglaubt hätte. Doch es wird klar, dass Virgil nichts von den Künsten Billys hält. Zum Abschied teilt ihm Billy mit, dass er Virgil eines seiner Bilder geschickt habe.
Als Virgil bei sich zu Hause eintrifft, sucht er vergeblich nach Claire, die nach Aussage des Butlers ausgegangen ist, findet aber ein Portraitgemälde von Claire, das in einem Zimmer steht. Virgil bringt das Bild gleich in seinen Geheimraum, lässt dort das Gemälde aber entsetzt aus den Händen gleiten: sämtliche Bilder wurden aus dem Raum entwendet. Wie versteinert betrachtet Virgil die weißen Wände. Als er sich umdreht, entdeckt er in einer Ecke den von Robert fertiggestellten, antiken Roboter. Als Virgil auf ihn zuläuft, beginnt der Roboter zu sprechen: „Hinter jeder Fälschung verbirgt sich auch etwas Echtes, ganz Ihrer Meinung. Deshalb werden Sie mir fehlen, Mister Oldman.“
Virgil – mittlerweile in einer Psychiatrie – wurde Opfer eines undurchschaubaren und raffinierten Plans. Die kleinwüchsige Frau in der Bar entpuppt sich als die wahre Claire Ibbetson, der das Haus gegenüber gehört. Virgil erfährt im Gespräch mit ihr, dass sie ihr Haus zuletzt an einen Techniker vermietet habe. Jetzt versteht Virgil, dass Claire und Robert ein gerissenes Gaunerpärchen sind und die Liebe und Zuneigung von ihr nur gespielt war.
Auch das Ladengeschäft von Robert steht inzwischen leer. Als Virgil bei sich zuhaus das Gemälde der falschen Claire untersucht, findet er auf der hinteren Leinwand geschrieben: „Für Virgil mit Zuneigung und Dankbarkeit. Billy“ Damit ist klar, dass auch Billy an der Intrige gegen Virgil beteiligt ist. Ein GPS-Sender im Kofferraum seines Wagens gibt Virgil Gewissheit, dass die Beteiligten zu jeder Zeit wussten, wo er sich gerade aufhielt.
Verzweifelt erinnert sich Virgil an die intimen Momente mit der vorgeblichen Claire und fährt am Ende des Films mit dem Zug nach Prag, um in einem mit großen Uhren gespickten Cafe – quasi einem Cafe Zeitlos – auf seine große Liebe Claire zu warten.

## Kritik
Martin Schwickert lobt in der Zeit den Thriller, der „vor allem durch seine komplexe Plotkonstruktion und die atmosphärische Dichte des stilvollen Settings, in dem die Kunstgeschichte kräftig mitatmen darf [überzeugt]“.
Gerhard Midding, der Kritiker der Welt, stellt eine Beziehung zu Alfred Hitchcock her, lobt die großartige schauspielerische Leistung von Geoffrey Rush. Tornatore habe den Film mit „altmodischem Elan und sichtbarem Vergnügen an den Mysterien, die er aufwirft“ konstruiert, er bedauert aber den nichtssagenden Titel des Films.
Für Carsten Baumgardt von filmstarts.de ist der Film "wie aus dem Antiquariat -
überaus kultiviert und bewusst gegen die heutigen Sehgewohnheiten gewandt", erfreut durch eine „liebevoll-perfekte Ausstattung [und] betörende Streicherklänge von Altmeister Ennio Morricone“, durch „weitgehend effektiv gesetzte Wendungen und zeitlose Themen“.

## Auszeichnungen
Ennio Morricone gewann 2013 den Europäischen Filmpreis in der Kategorie Beste Filmmusik. Zudem gab es für The Best Offer – Das höchste Gebot Nominierungen in den Kategorien Bester europäischer Film, Europäischer Publikumspreis, Beste Regie und Bestes Drehbuch.
Die Deutsche Film- und Medienbewertung FBW in Wiesbaden verlieh dem Film das Prädikat besonders wertvoll.